# Cultivateur (métier)
Pour les articles homonymes, voir Cultivateur.
Un cultivateur qualifie une personne qui travaille la terre afin d'obtenir une récolte.

## Description

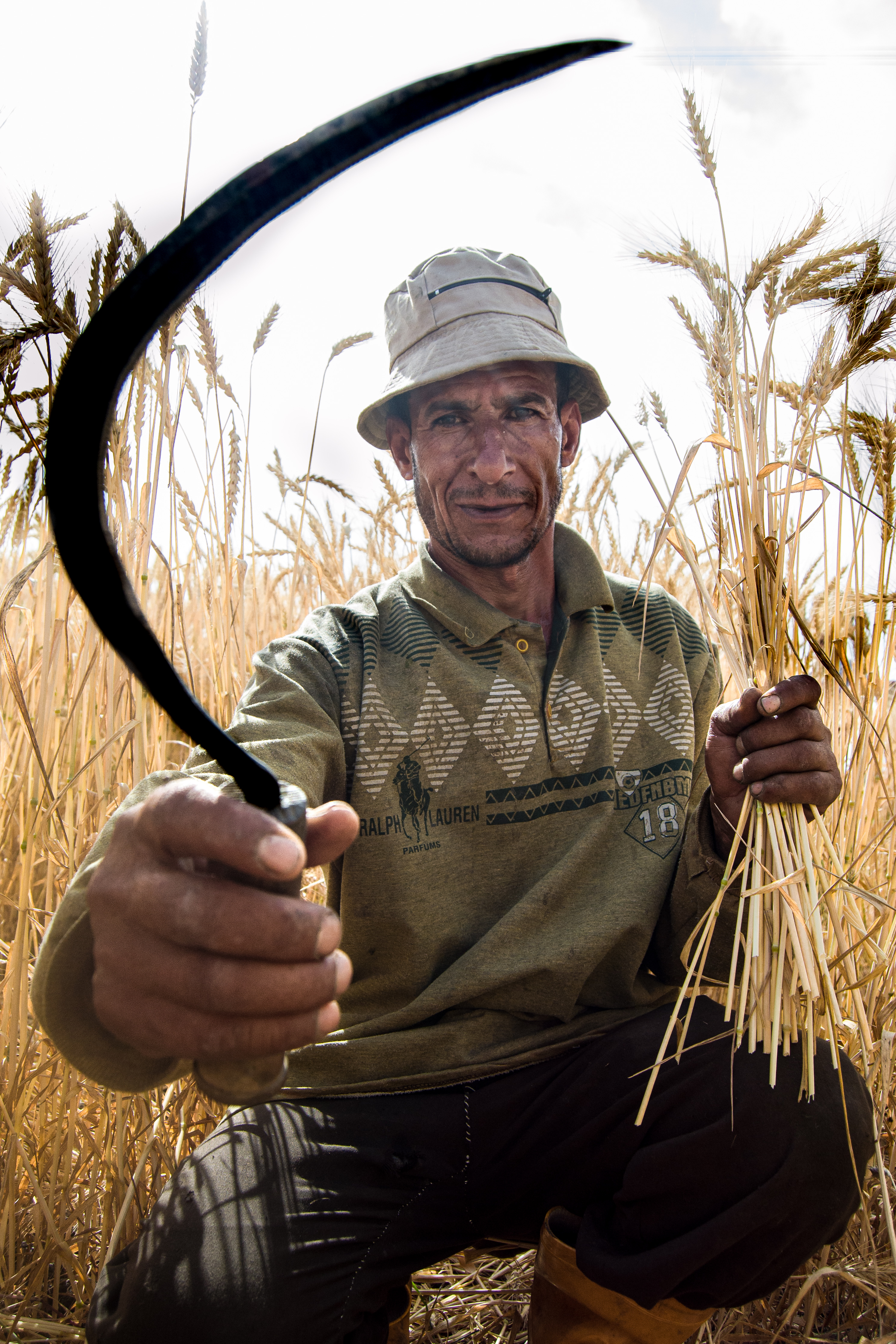
Cultivateur

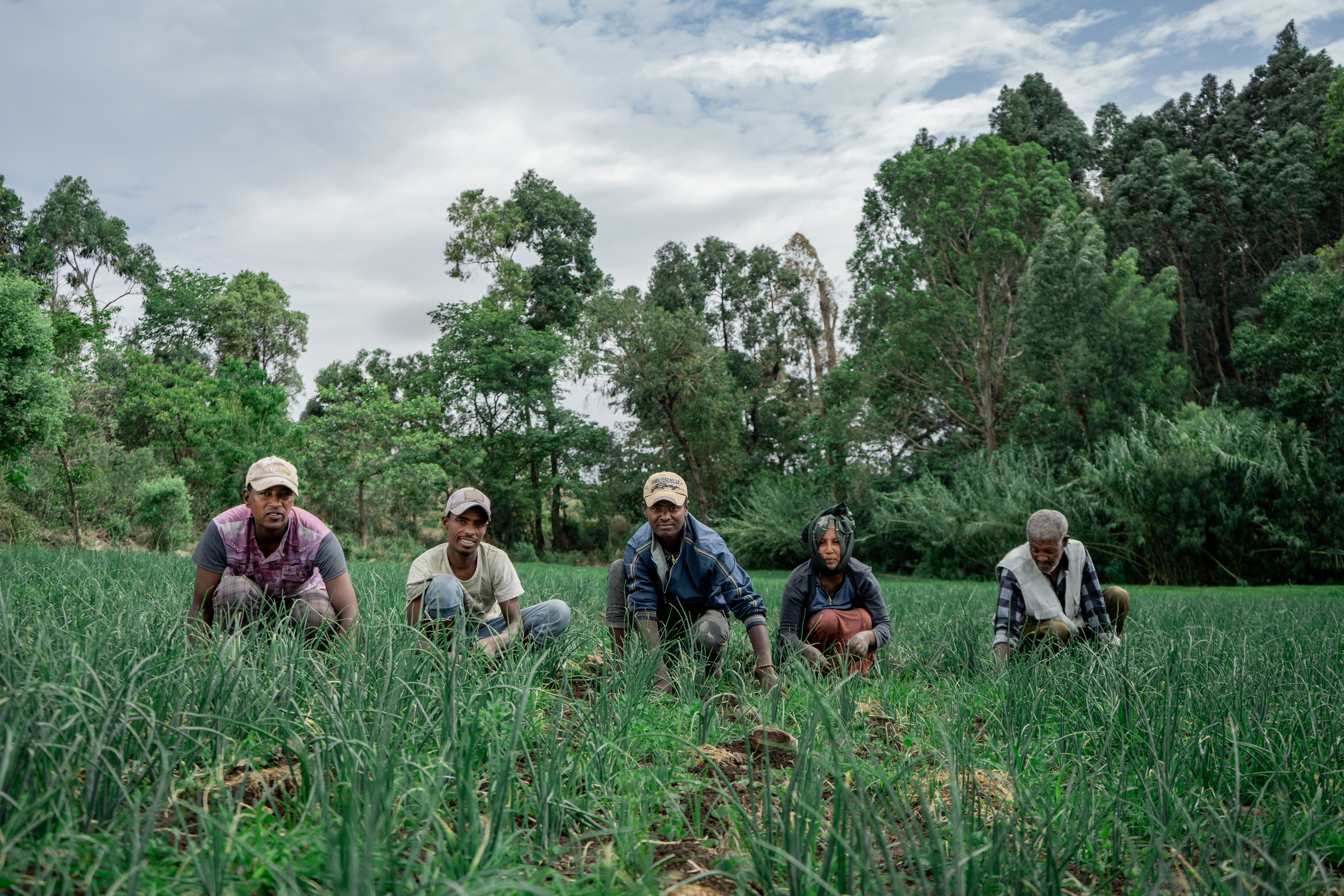
Des cultivateurs

La dénomination "cultivateur" est employée comme synonyme de paysan ou d'agriculteur. Il était parfois synonyme de laboureur.
En France, le terme est surtout employé au XIXe siècle, les recensements statistiques nommaient cultivateurs les exploitants agricoles. Les personnes ou chefs de familles vivant principalement de l'exploitation de leurs modestes propriétés agricoles ou de la tenue d'un train de culture dans le cas de location de terre, en fermage ou métayage.
De façon générale et schématique, le travail du cultivateur commence éventuellement par un apport d'engrais puis différents travaux pour aérer la terre grâce à une charrue ou une sous-soleuse voire un brabant. Après différents travaux d'émiettement et de nivelage vient le semis des graines puis le plombage. Éventuellement, durant le cycle végétatif, le travail consiste à en place une irrigation et fait d'autres apports d'engrais cette fois-ci à action rapide. Enfin, vient la récolte, moisson pour les céréales, fenaison pour le fourrage ou abattage et débardage pour les arbres.
La chasse et la cueillette sont des activités corrélées.

## Galerie

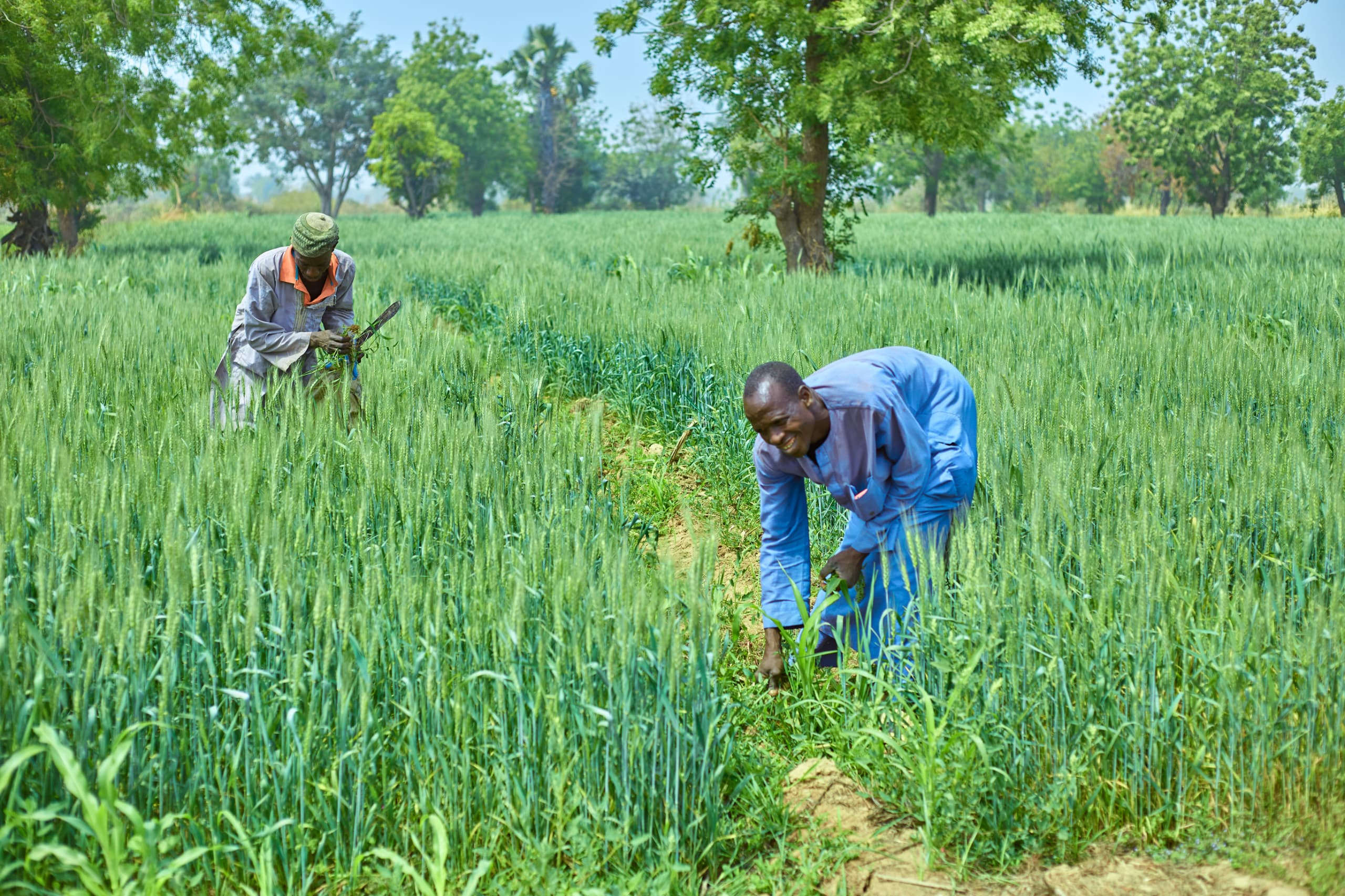
Des cultivateurs
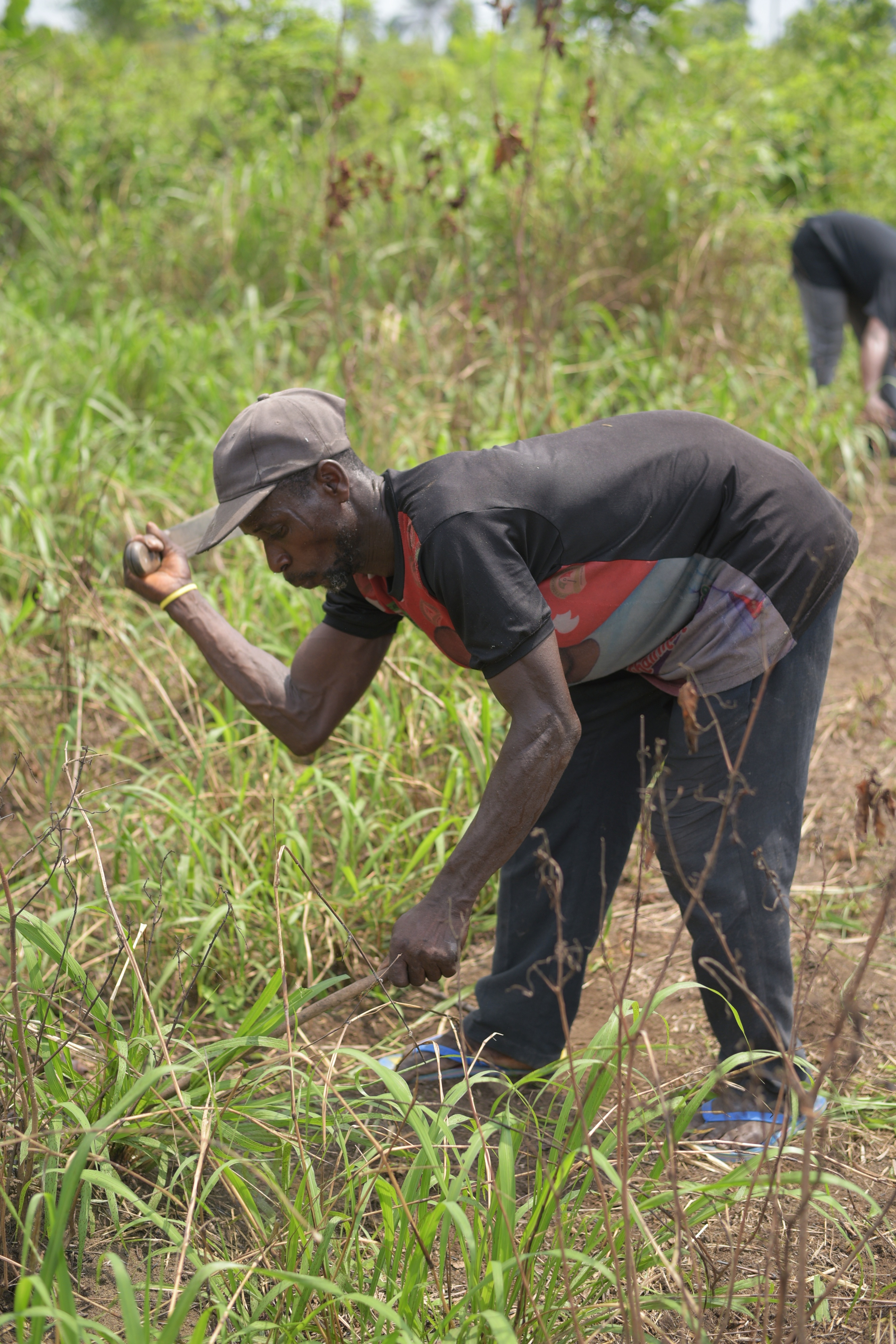
Cultivateur
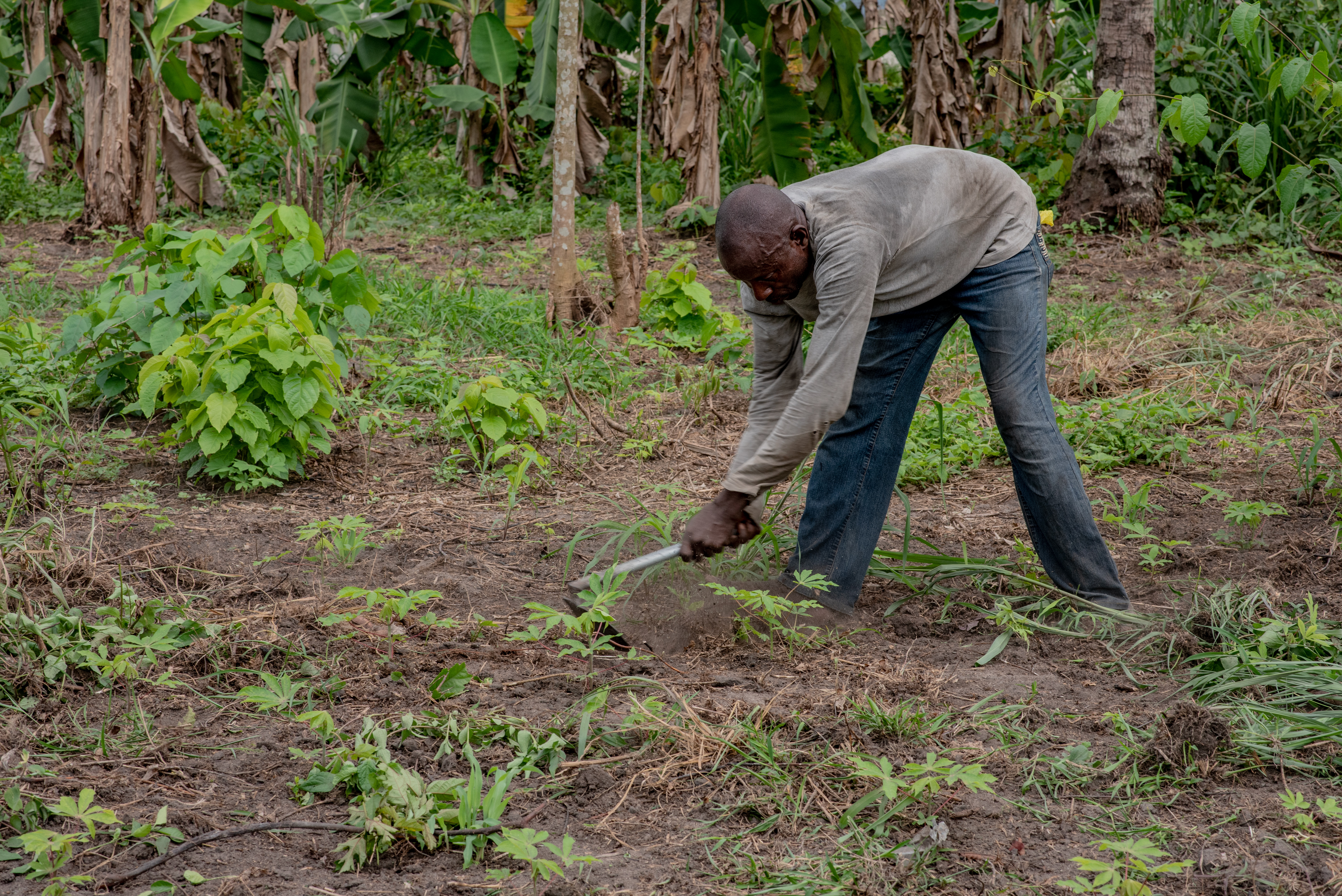
Cultivateur
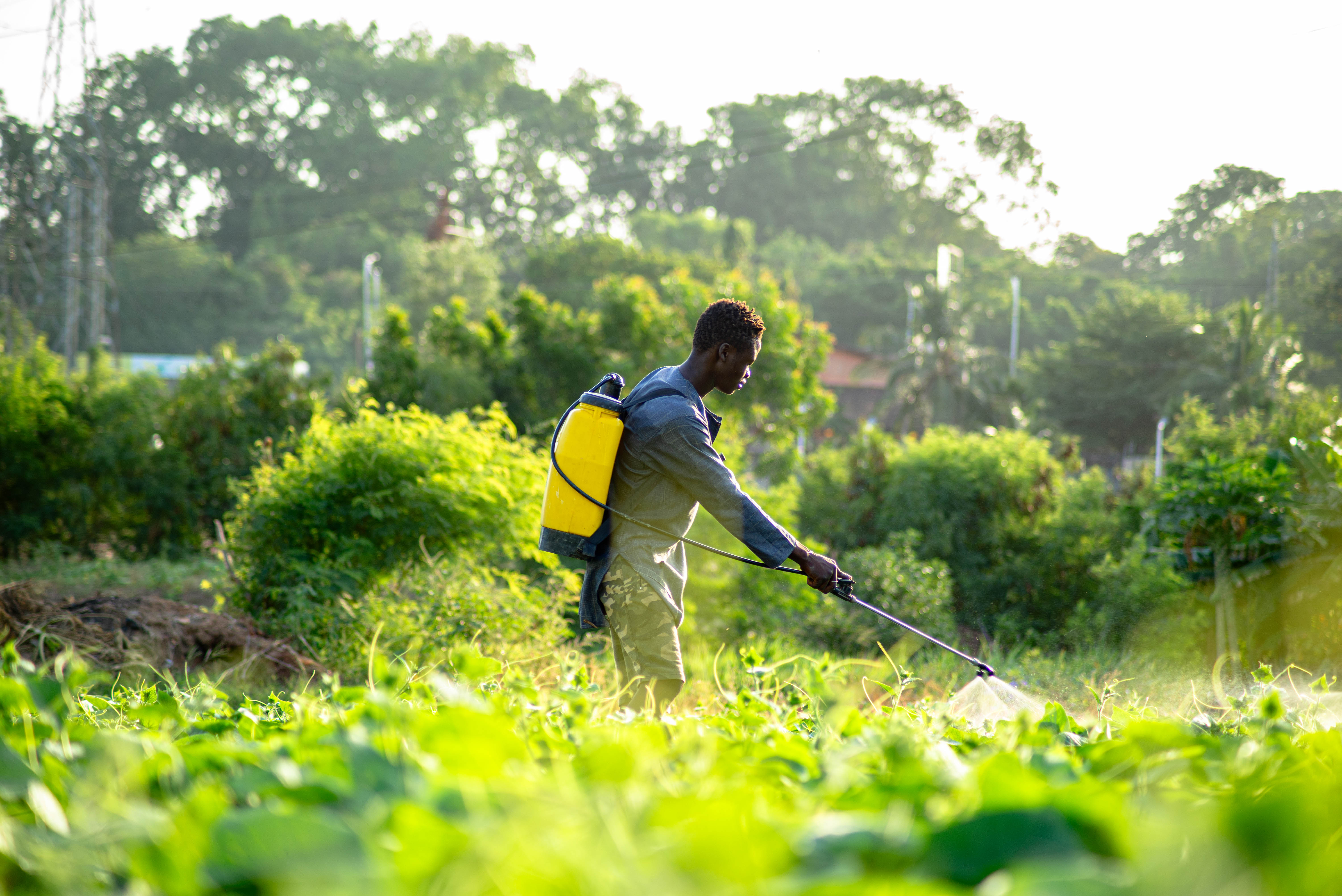
Cultivateur
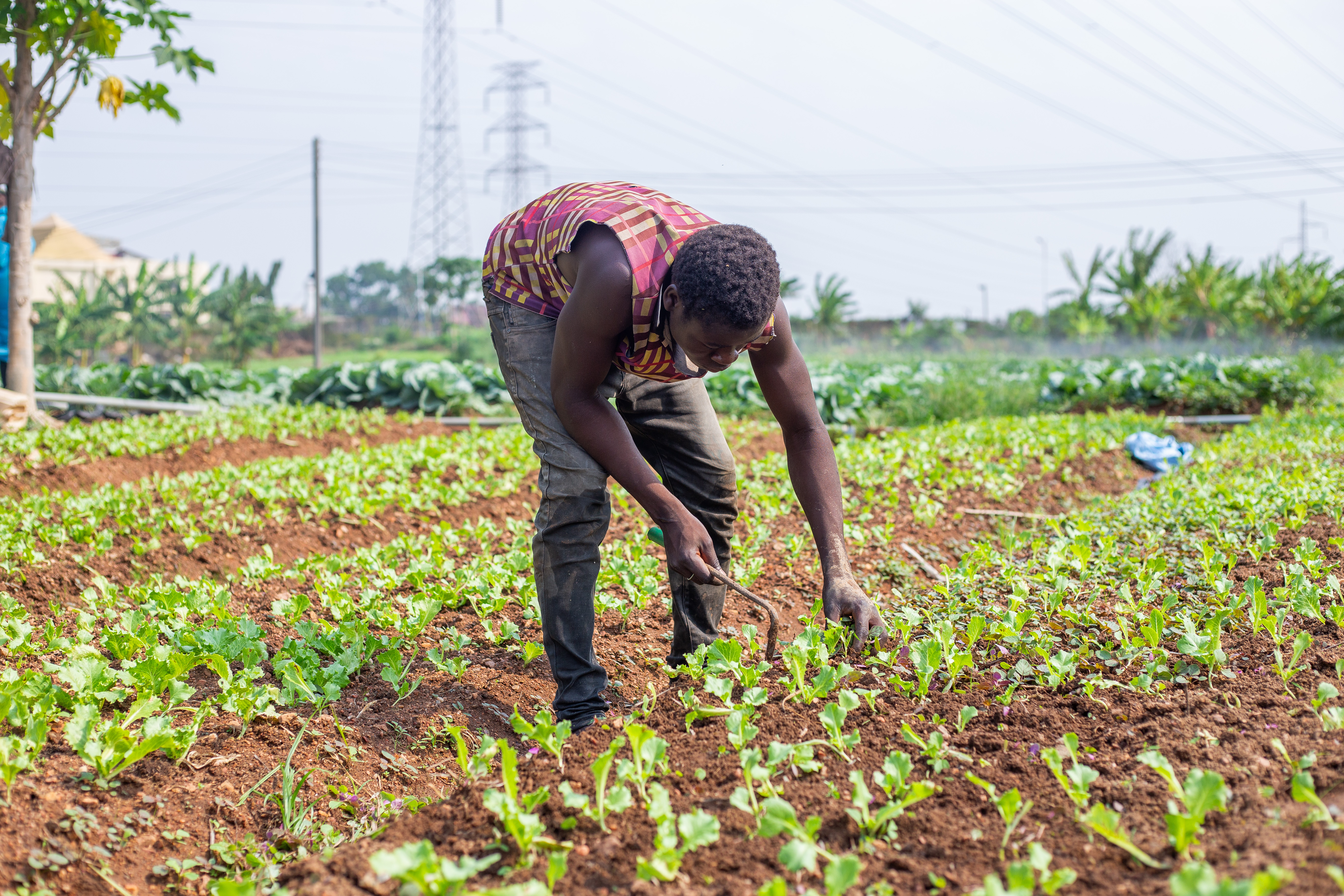
Cultivateur
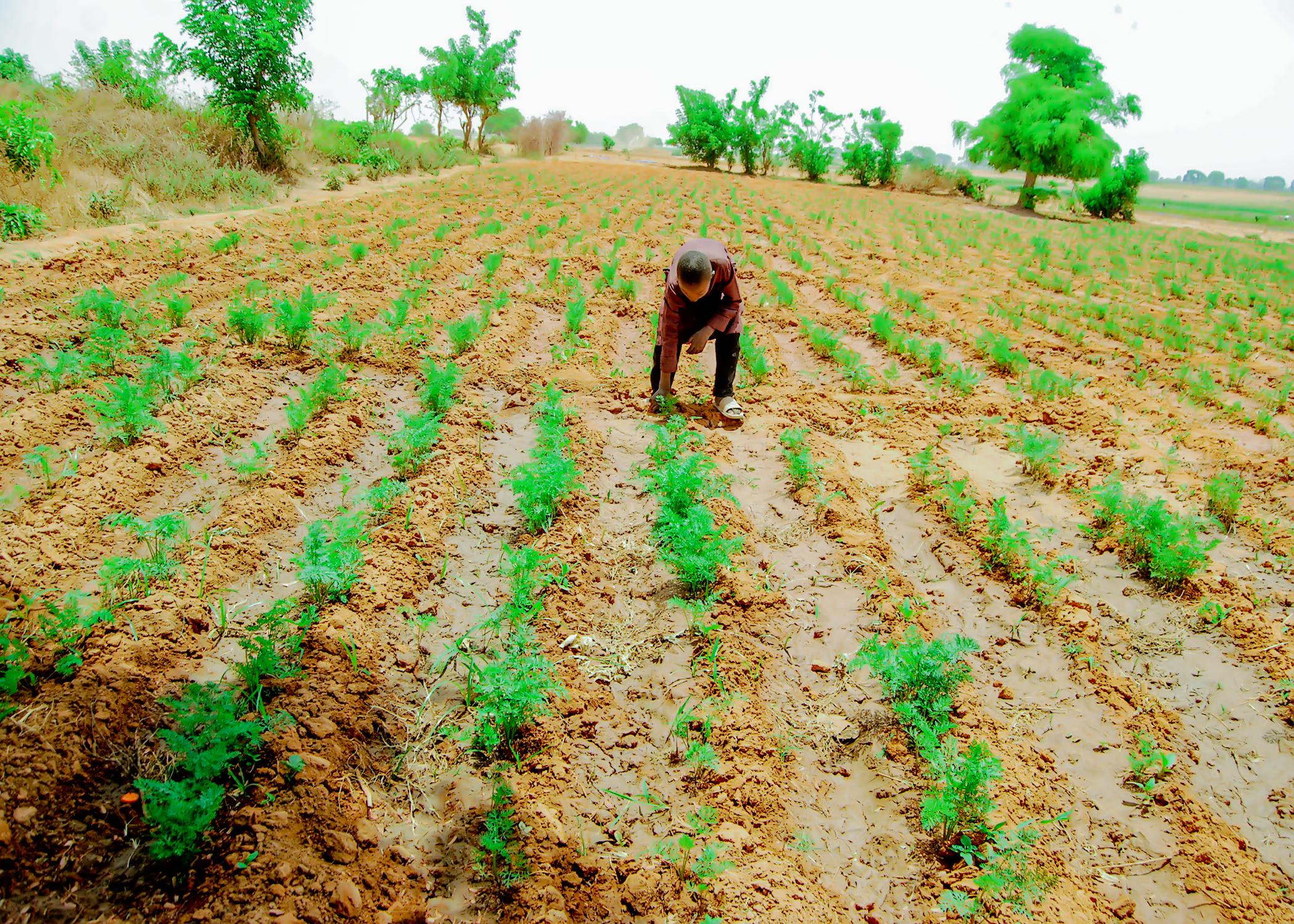
Cultivateur
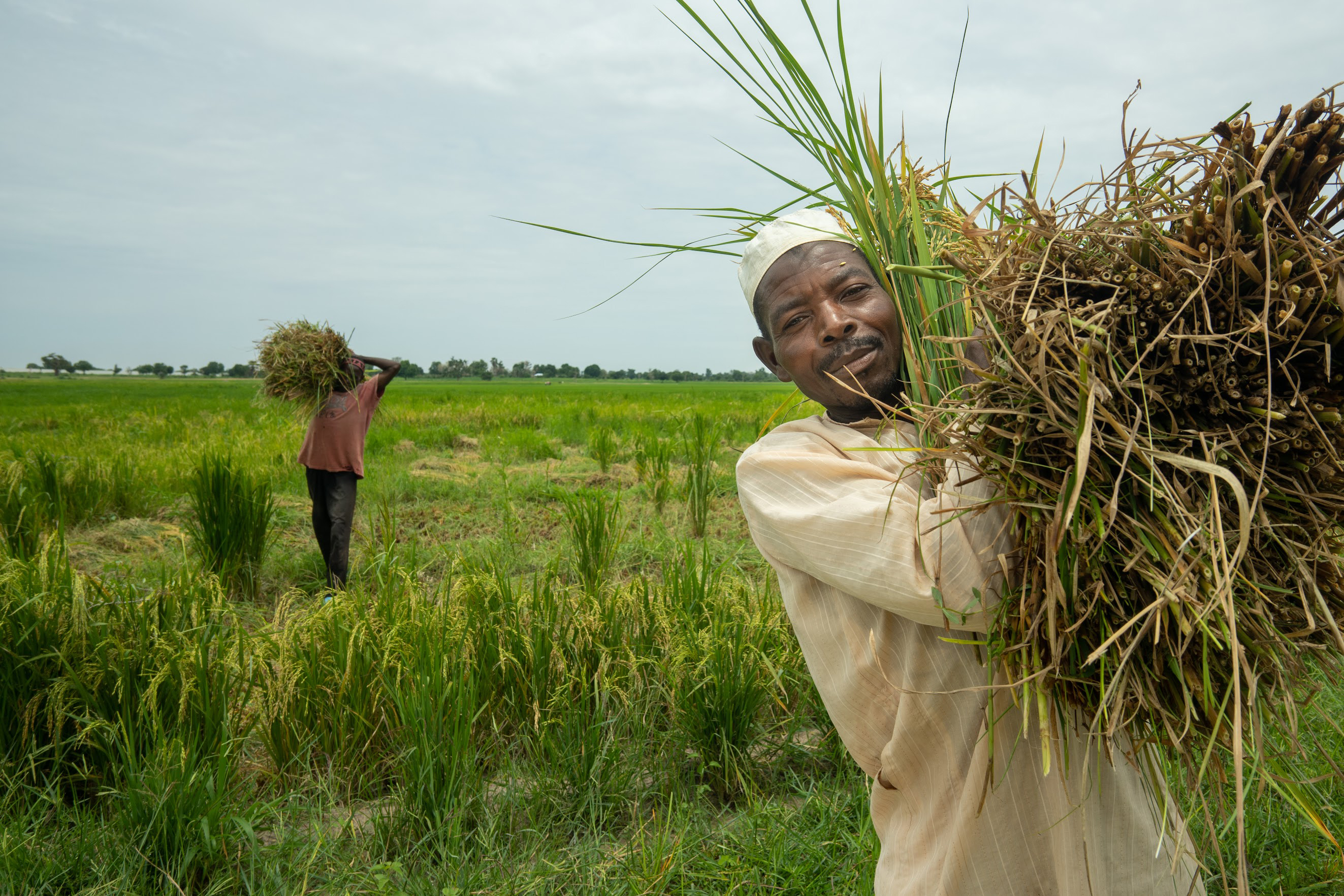
Des cultivateurs
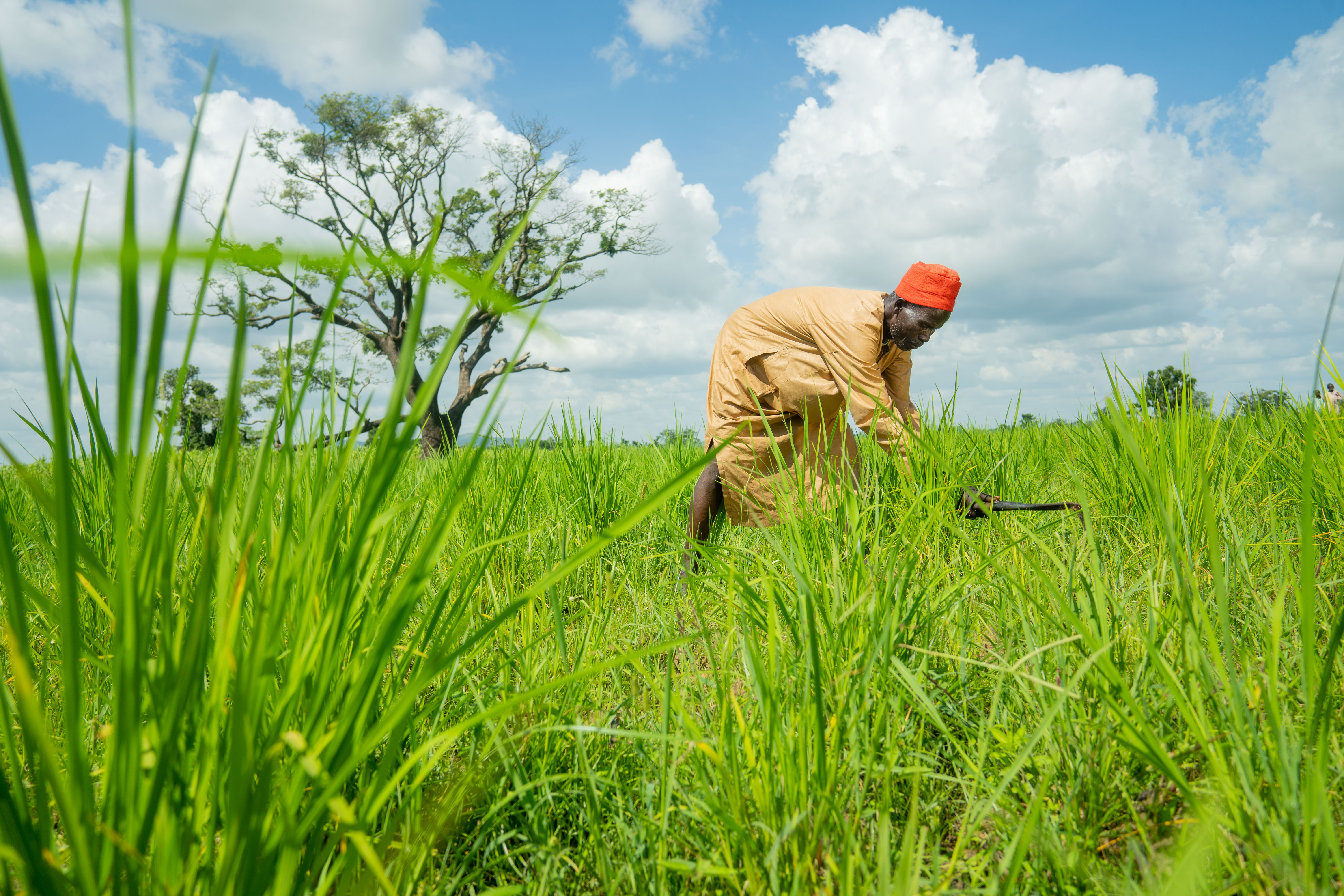
Cultivateur
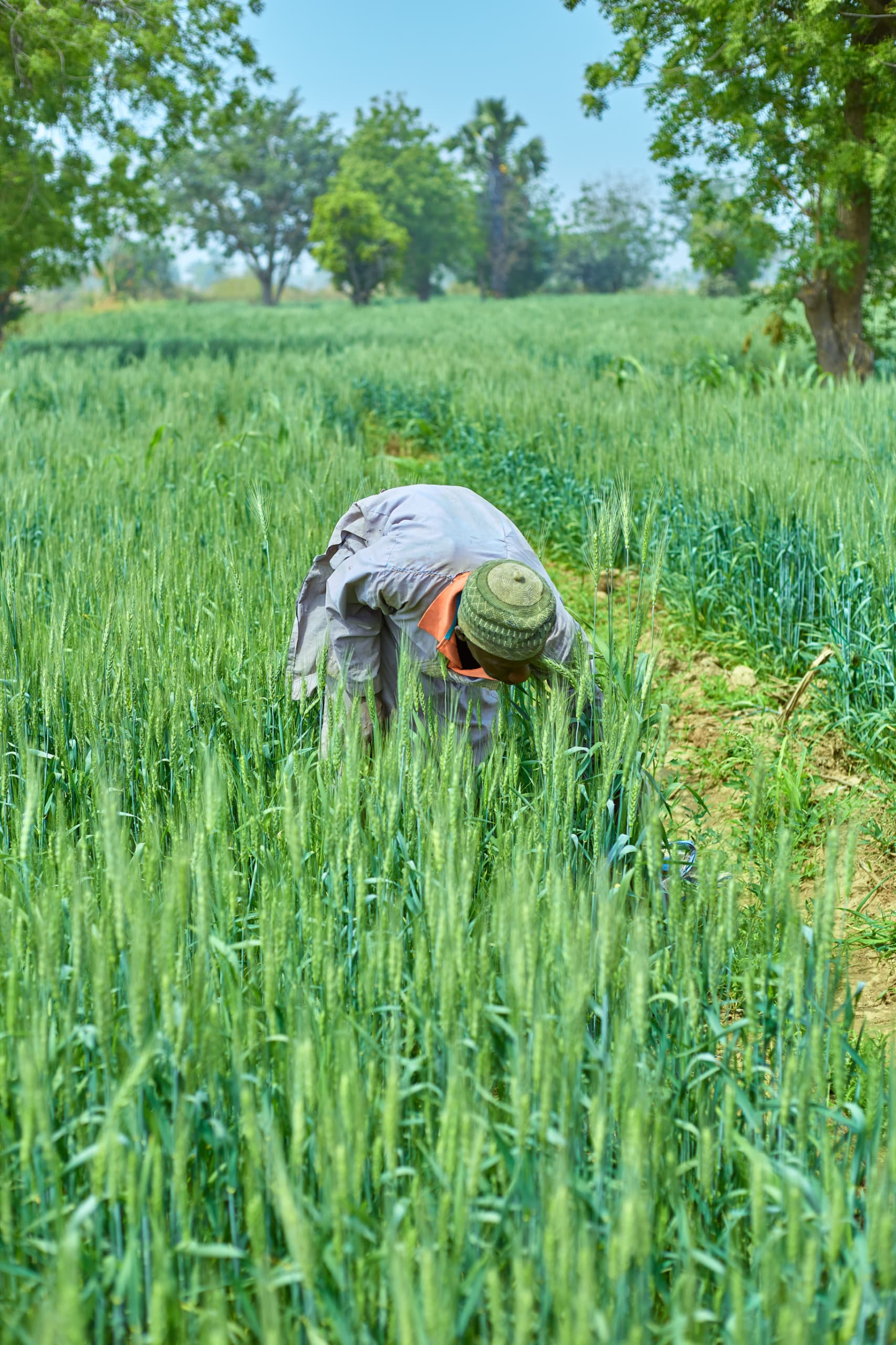
Cultivateur
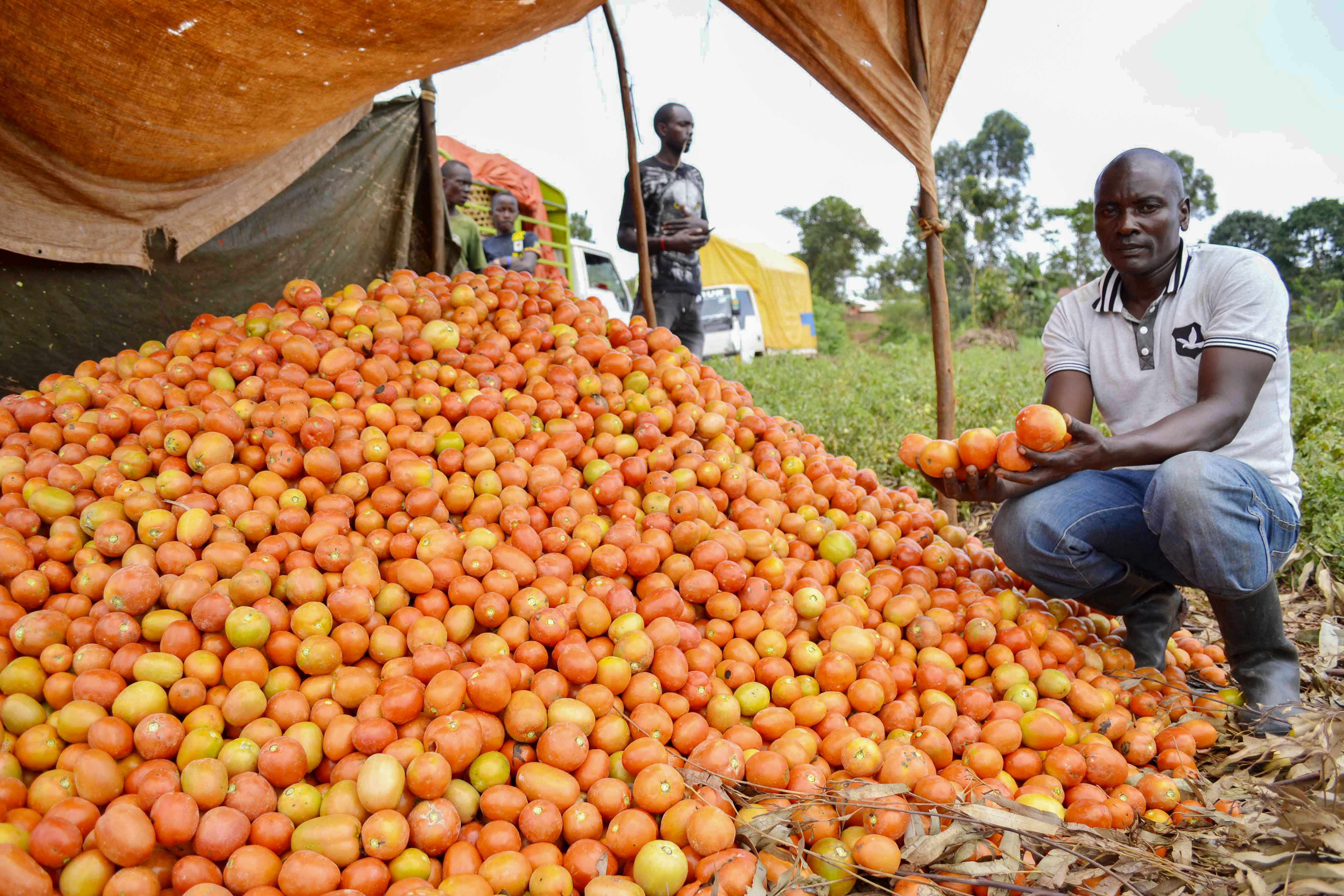
Le récolte d'un cultivateur
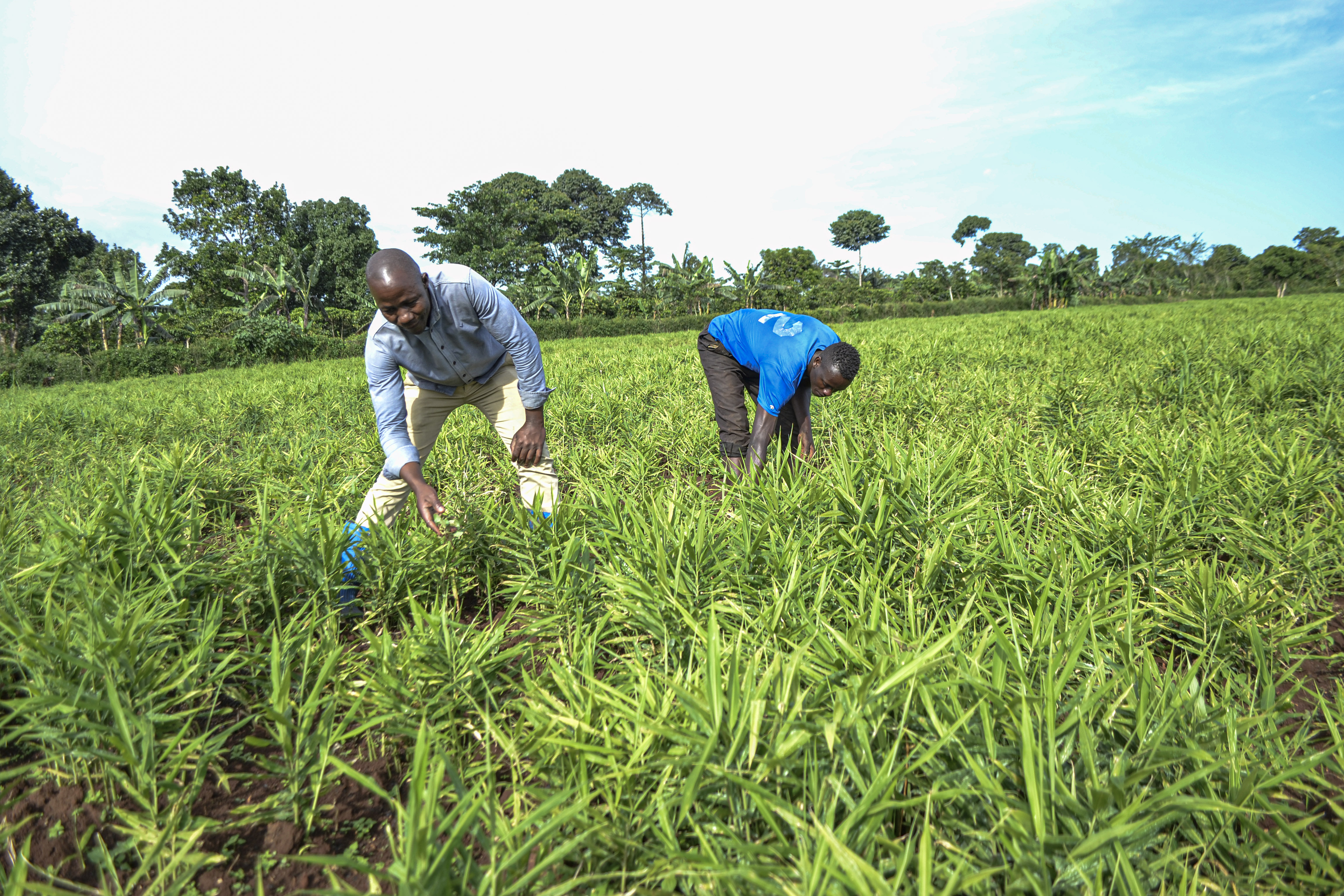
Des cultivateurs
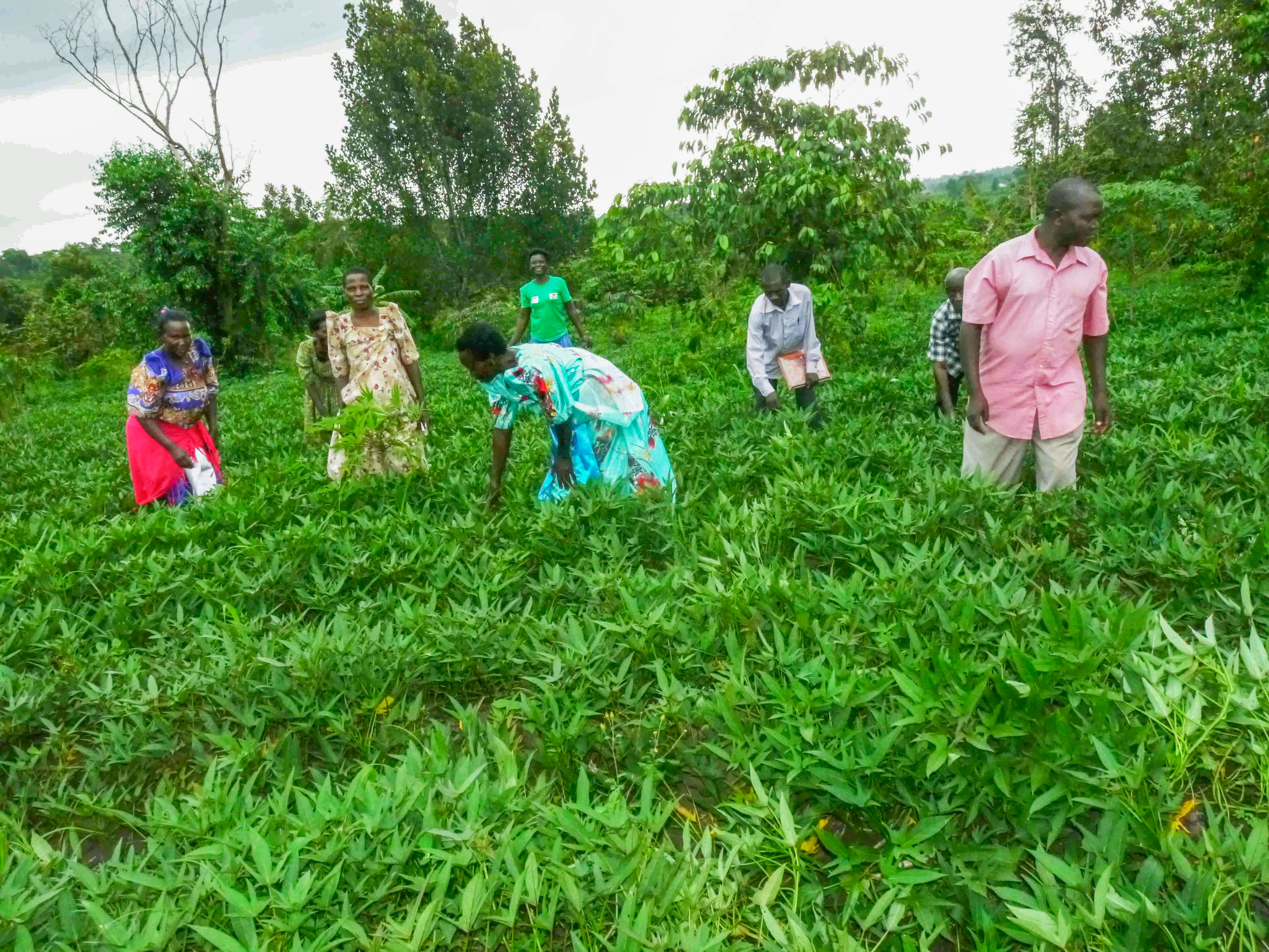
Des cultivateurs
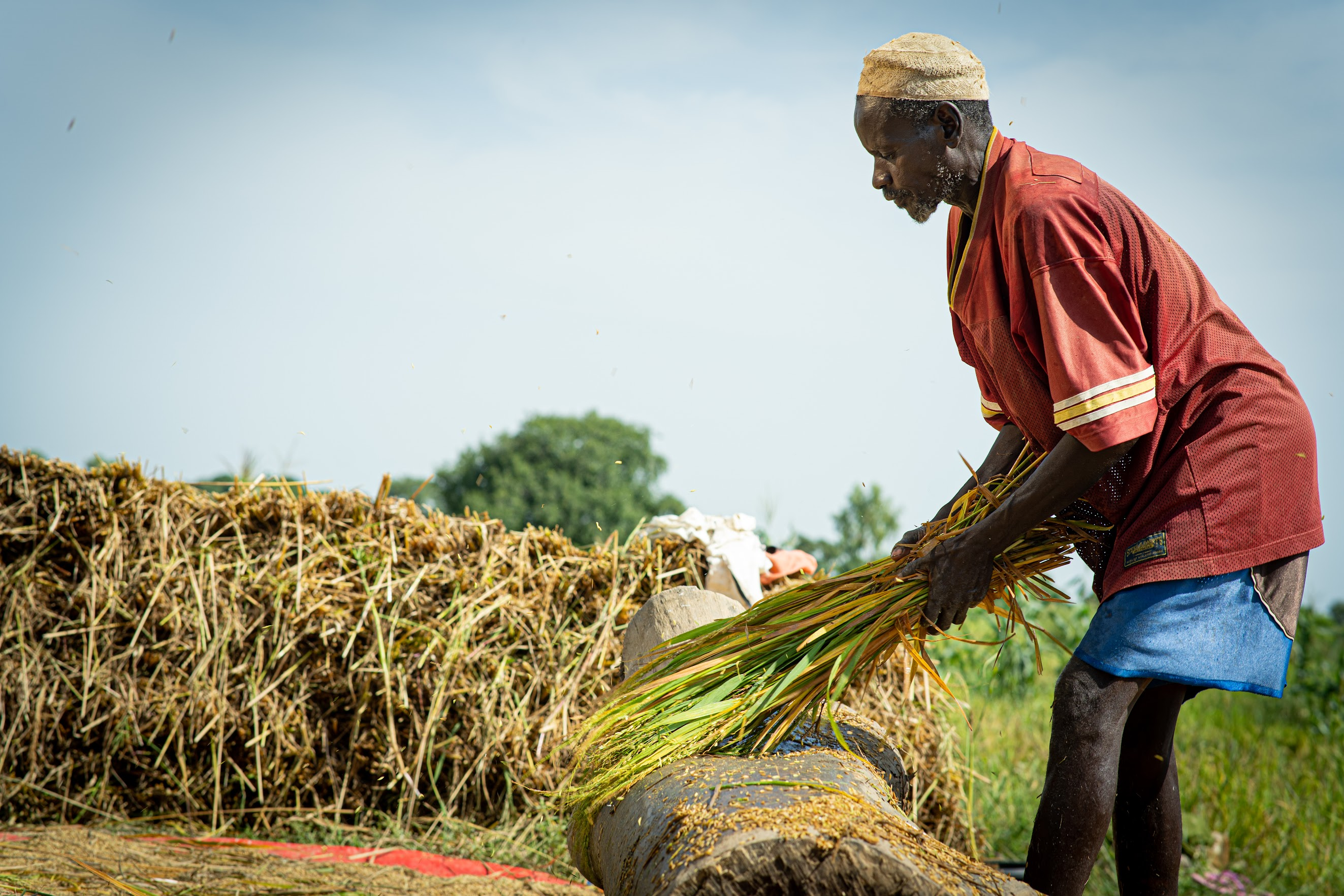
Le récolte d'un cultivateur
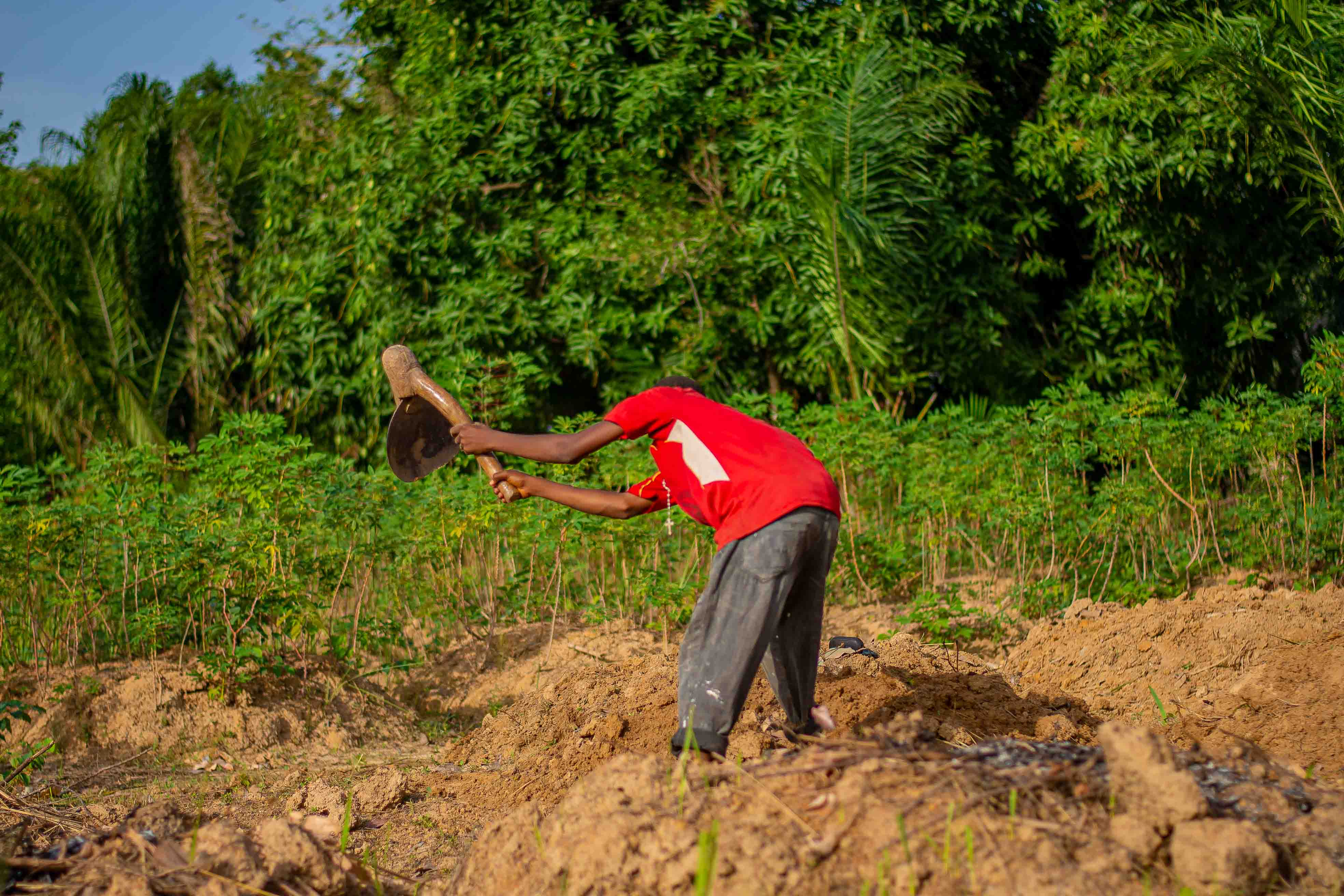
Cultivateur